# 1711 en santé et médecine
| Années de la santé et de la médecine : 1708 - 1709 - 1710 - 1711 - 1712 - 1713 - 1714    |
| Décennies de la santé et de la médecine : 1680 - 1690 - 1700 - 1710 - 1720 - 1730 - 1740 |

Cet article présente les faits marquants de l'année 1711 en santé et médecine.

## Événements
France
- 14 avril : le Grand Dauphin meurt de la petite vérole à 23 h 30, à l’âge de quarante-neuf ans, en son château vieux de Meudon, dans la chambre de son Grand Appartement[1].
- Le chirurgien Charles Saint-Yves ouvre une clinique pour les maladies des yeux, véritable cabinet ophtalmologique, à Paris rue Notre-Dame-de-Bonne-Nouvelle[2].

## Naissances
- 26 juillet : Lorenz Christoph Mizler (mort en 1778), médecin, historien, imprimeur, mathématicien, compositeur de la période Baroque allemand et précurseur de l'âge des lumières polonais.
- 5 septembre : Johann Nathanael Lieberkühn (mort en 1756), médecin allemand, connu pour son invention du microscope projectif solaire, et pour la découverte des glandes exocrines intestinales qui portent son nom (cryptes ou glandes de Lieberkühn).

## Décès
- 31 août :  Jean Le Pelletier (né en 1633), alchimiste, auteur de La pyrotecnie de Starkey, ou L'art de volatiliser les alcalis selon les préceptes de Vanhelmont, et la préparation des remèdes succédanés ou aprochans de ceux qu l'on peut préparer par l'alkaest.